# Kremlin Cup 2001
Der Kremlin Cup 2001 war sowohl ein Tennisturnier der WTA Tour 2001 für Damen als auch ein Tennisturnier der ATP Tour 2001 für Herren im Olimpijski in Moskau. Beide Turniere fanden zeitgleich vom 29. September bis zum 7. Oktober 2001 statt.